# Deklaracja z Johannesburga
Deklaracja z Johannesburga - deklaracja podpisana w 2002 roku w Johannesburgu na Szczycie Ziemi. Skupiono się w niej na niepodzielności godności człowieka, uwzględniając ten problem poprzez podejmowanie decyzji ustanawiających poziomy docelowe, harmonogramy i partnerstwa mające na celu szybką poprawę dostępu do podstawowych potrzeb, takich jak czysta woda, urządzenia sanitarne, dostateczne schronienie, energia, ochrona zdrowia, bezpieczeństwo żywności i ochrona różnorodności biologicznej.